# Трънски манастир
Трънският манастир „Свети Архангел Михаил“ е български манастир, един от малкото средновековни паметници, съхранени до днес в България.

## Местоположение
Разположен е по поречието на река Ерма в близост до Трънското ждрело, по източните склонове на Руй планина, на няколко километра от град Трън.

## История
За начало за съществуването на този манастир може да се приеме годината, посочена от Константин Иречек в книгата му „Пътувания из България“, в която той ни съобщава за красотата на храма и за надписите, като цитира един от тях, който е стоял над входната врата на църквата и сега липсва:
| „ | Църквата „Архистратига Михаила“ се изографиса по поръчка на настоятелите кир Войхна от Рани луг и кир Костадина от Туроковци – 1643 г. | “ |

Несъмнено историята на манастира е богата и тясно свързана с борбите на трънчани за свобода. Скрит във вековна гора, далеч от населени места, Трънският манастир е бил удобно място за срещи между българските патриоти, за четене и преписване на забранените български книги и най-после този манастир е изиграл голяма роля за запазване на българския език, на българския бит, на силния български дух и вяра в изгрева на свободата. Той е бил светилище за трънчани.
През 2010 година започва кампания за набирането на средства, необходими за консервация и реставрация на светата обител. Община Трън се ангажира да изгради черен път до манастира.

## Архитектура
Църквата е малка, има кръстообразна форма с две високи кубета. Може да се причисли към църквите, останали от най-стари времена, макар да е била унищожавана многократно. Тъй като много от надписите в манастира и старите книги са били унищожени, днес е трудно да се проследи цялата история на манастира. Градежът на сградите и другите оскъдни свидетелства от материален и писмен произход насочват за начало на старината 1380 – 1400 година. Според манастирския летопис, обителта е разграбена през 1413 г., но през 1580 г. е възстановена от местното население. В края на XVIII век е опожаряван от кърджалиите и от черкезите. През 1790 г. тук идва йеромонах Максим Бабичков от Костуринци.
Особена забележителност на манастира е жертвеният камък, който е донесен тук от местността „Престол“ при река Ерма, където е имало тракийско светилище.
Стенописите на Трънския манастир са два слоя. За най-стария слой се предполага, че датира още от времето на изграждането на манастира. Някои от тях като „Св. Григор“ и „Благовещение“ издават зографска сръчност и заедно с данните за килийно училище в манастира и преписваческа група, възпроизвела по-стари книжовни паметници, разширяват представата ни за мястото и ролята на просветното огнище. Там зад манастирските стени е сформиран освободителен комитет, ръководил националноосвободителните борби в този край.